# Valle de Calamuchita
El Valle de Calamuchita está en el centro de la provincia de Córdoba, Argentina, a 80 km al suroeste de Córdoba Capital, interconectada por las rutas provincial 5 y la nacional 36.

Este valle pertenece a las Sierras de Córdoba y se encuentra ubicado casi íntegramente en el departamento cordobés argentino del mismo nombre: departamento de Calamuchita, el valle con su "Circuito de los Grandes Lagos" y sus densos bosques de coníferas y caducifolias, su terreno fragoso con estrechos valles secundarios (quebradas) y las más elevadas cimas de las Sierras de Córdoba (el cerro Champaquí y el Los Linderos)  posee un gran atractivo turístico y mucha actividad deportiva, como la pesca y deportes acuáticos como el buceo  y windsurf en sus lago-embalses;
también hay actividades de montañismo en sus áreas serranas o la visita a localidades con aspecto centroeuropeo  ubicadas en medio de bosques de coníferas y caducifolias.
Lo limitan las Sierras Chicas  al este, las Sierras Grandes  al oeste, y numerosos ríos como "El Espinillo", "Los Reartes", "Santa Rosa", "Grande", "Quillinzo", "La Cruz" que en conjunto constituyen las fuentes del bastante caudaloso río Tercero. Y los lagos: "Cerro Pelado", "Arroyo Corto", Embalse Calamuchita, "2ª Usina", "3ª Usina", Piedras Moras, Los Molinos.
Limita al norte con la Quebrada del Condorito y el Valle de Paravachasca y al oeste con el Valle de Traslasierra.
Posee un clima templado todo el año, con frecuentes nevadas  en invierno (es el invierno austral por lo que las nevadas arrecian principalmente en julio), las zonas elevadas naturalmente son las que más nevadas reciben encontrándose en los límites orientales de este valle, a poca distancia de Yacanto el Cerro Champaquí que es la máxima cumbre de las Sierras de Córdoba (2800 m s. n. m.). El relieve es montañoso y serrano, destacándose la sierra de los Cóndores, zona sur del Valle, esta última es de origen volcánico, en la zona centro-oeste del Valle se encuentran diversas fallas geológicas, y presenta una moderada actividad sísmica. Además de montañas y lagos este valle presenta numerosas cascadas, quebradas  como la del Yaltén o Yatán y ríos subterráneos como el que se encuentra cerca de La Cumbrecita. La presencia, desde inicios del siglo XX, de inmigración alemana se manifiesta en localidades con arquitectura de estilo alpina y celebraciones germánicas como la Oktoberfest, la de la masa vienesa y la  del chocolate alpino. Las ciudades y pueblos principales del valle son: Ciudad de Embalse, Santa Rosa de Calamuchita, Villa Gral. Belgrano, Villa del Dique, Villa Rumipal y La Cruz; siendo Embalse la Sede de la Comunidad Regional de Calamuchita.
En ocasiones el valle se ve afectado por incendios forestales, siendo los más graves.  Ocurridos en 2003 y los suscitados en 2013. En ambos el valle fue seriamente afectado, siendo los incendios más importantes que históricamente se han conocido en la provincia argentina de Córdoba.

## Toponimia
El topónimo parece provenir de una palabra indígena "ctalamotchita", que designaba al río llamado más tarde, Tercero. Algunos han sugerido una etimología mixta de raíces indígenas y castellanas: C. tala (un árbol) y mochi la segunda palabra indígena fue transformada en la española arcaica muchita, es decir: "Muchos Talas" o "Muchos Árboles". Aunque actualmente este origen se encuentra casi descartado por no haber suficientes pruebas para aceptarlo.
Alternativamente, podría provenir del topónimo Calamocha, un municipio en España. Según esta versión, los conquistadores de este antiguo imperio habrían denominado de esta manera no solo a este valle en Argentina, sino también al valle homónimo en el departamento boliviano de Tarija, por su parecido con aquella región española.

## Flora y Fauna

### Avifauna del Valle

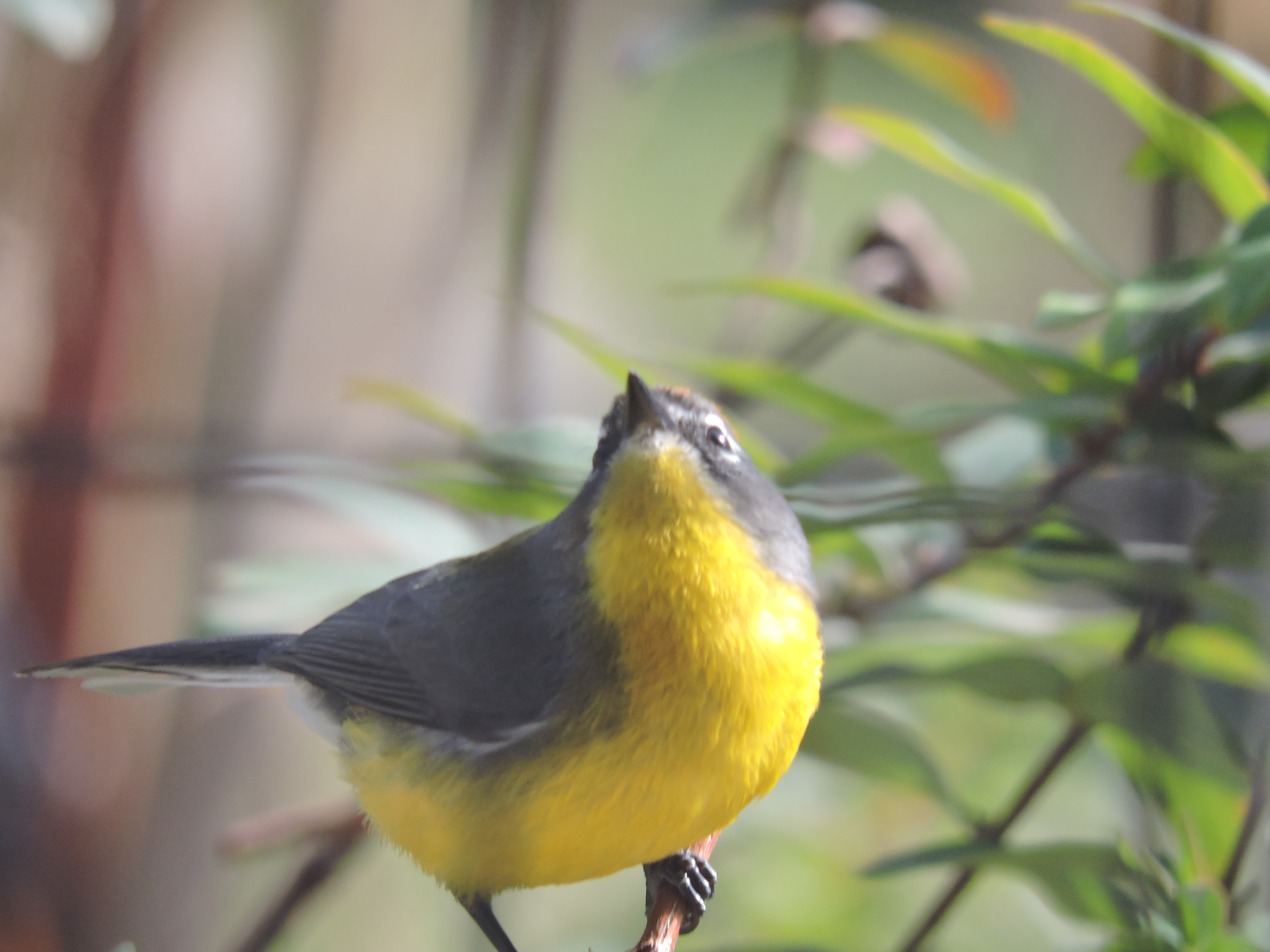
Arañero Corona Rojiza en Santa Rosa de Calamuchita

El valle de Calamuchita se extiende a una altitud de 584 m s.n.m, incluyéndose en la zona ornitogeográfica denominada Zona Periserrana. Su proximidad con grandes diques y demás espejos de agua, la presencia de monte nativo, bosques y pastizales, además del clima templado, hacen de esta región un sitio atractivo para gran variedad de especies de aves permanentes y migratorias, acuáticas y no acuáticas.
De las aproximadamente 1000 especies de aves identificadas en Argentina, en la provincia de Córdoba existen 447 taxones, entre especies y subespecies. Entre estas últimas, 250 especies han sido registradas en la zona serrana.
En la desembocadura del río Santa Rosa en el Embalse del río Tercero, se encuentra la Reserva Ambiental Aguada de los Pájaros, donde han sido identificadas alrededor de 180 especies , considerándose el segundo sitio con más aves en la provincia de Córdoba después de la reserva de Ansenuza.
Esta abundancia de especies convierte a la zona en un polo atractivo para los amantes de las aves y actividades relacionadas con el avistaje de las mismas.

## Incendios de la segunda semana de septiembre de 2013
En esa fecha se observaron en el Valle de Calamuchita los incendios más importantes que históricamente se han conocido en la provincia argentina de Córdoba, el área de bosques afectada oscila, según diferentes fuentes, a un territorio de entre 25 000 ha (o 250 km²) y 50 000 ha. La causa se debe a un conjunto de factores: una prolongada sequía durante el invierno (en esta parte del mundo el invierno cursa desde el 21 de junio al 21 de septiembre), la inusual y repentina irrupción de un frente de aire cálido procedente del norte precisamente en la fecha de los incendios y el sabotaje posible de parte de intereses privados para abaratar los costos (con el objetivo de comprarlos a precio vil en especulación inmobiliaria)  de los extensos y turísticos territorios cubiertos de densos bosques.

## Localidades turísticas
- Amboy
- Embalse
- Intiyaco
- La Cumbrecita
- La Cruz
- Los Reartes
- Potrero de Garay
- Santa Rosa de Calamuchita
- Villa Alpina
- Villa General Belgrano
- Villa Ciudad Parque
- Villa Berna
- Villa del Dique
- Villa Rumipal
- Villa Yacanto
- Villa Quillinzo

## Modalidades de pesca
Por ley de cumplimiento obligatorio, sancionable, se fija la "Modalidad de Captura y Devolución Obligatoria" en los siguientes ambientes:
- Río El Durazno: desde la confluencia del Arroyo Los Cajones a su unión con el río Grande.
- Río Grande: desde la confluencia del río Las Letanías con el río El Manzano hasta el lago Cerro Pelado, inclusive.
- Río Yatán  y río Corralejos: desde sus nacientes hasta las desembocaduras en el Río Los Espinillos.
- Río Los Espinillos: hasta la confluencia con el Arroyo Las Acequiecitas.
- Río lcho Cruz: desde la Quebrada del Cerro Bayo a la desembocadura del Arroyo Malambo.
- Río Guacha Corral, Arroyo Rodeo de los Caballos y Las Perdicitas: desde sus nacientes a las desembocaduras en el río Quillinzo.